# Frank Hengstenberg
Frank Hengstenberg (* 9. November 1968 in Hörde) ist ein deutscher Politiker der CDU.
Frank Hengstenberg wurde 1994 erstmals in den Rat der Stadt Dortmund gewählt. Er vertrat dort seitdem einen Wahlkreis in seinem Wohnort Hörde. In der Wahlperiode 1999 bis 2004 war er im Rat als sozialpolitischer Sprecher der CDU-Fraktion tätig. Ab Januar 2003 war er Fraktionsvorsitzender der CDU-Fraktion im Rat der Stadt Dortmund. In der Wahlperiode 2004–2009 nahm er auch den Vorsitz des Ausschusses für Umwelt, Stadtgestaltung und Wohnen des Rates der Stadt Dortmund wahr.
Zur Wahl des deutschen Bundespräsidenten im Jahre 2004 wurde er in die 12. Bundesversammlung entsandt.
Bei der Kommunalwahl am 26. September 2004 trat er erstmals als Kandidat für das Oberbürgermeister-Amt an, unterlag aber seinem Gegenkandidaten und bisherigen Amtsinhaber Dr. Gerhard Langemeyer. Frank Hengstenberg erhielt im ersten Wahlgang 33,73 % (Langemeyer 48,11 %) und in der Stichwahl 37,47 % (Langemeyer 62,52 %) der abgegebenen Stimmen.
Nach der Bundestagswahl 2005 wollte er zunächst Kreisvorsitzender der CDU Dortmund und damit Nachfolger von Erich G. Fritz werden. Er zog seine Kandidatur jedoch später zurück und bewarb sich stattdessen um einen Stellvertreterposten. Bei dieser Wahl unterlag er überraschend den anderen Bewerbern.
Am 1. März 2010 legte er den Vorsitz der CDU-Ratsfraktion nieder und wechselte als kaufmännischer Geschäftsführer zur EDG Entsorgung Dortmund.
Hengstenberg ist geschieden und hat eine Tochter.